# All England Juniors
Das All England Juniors ist im Badminton eine offene internationale Meisterschaft von England für Junioren und derzeit das bedeutendste internationale Juniorenturnier in England. Es wurde nach mehreren COVID-19-bedingten Absagen erstmals 2023 ausgetragen. In den Jahrzehnten davor wurden an mehreren anderen Austragungsstätten ebenfalls bereits internationale englische Juniorenturniere ausgetragen (wie zum Beispiel das Northumberland Juniors).

## Die Sieger
| Saison    | Herreneinzel      | Dameneinzel       | Herrendoppel                  | Damendoppel                | Mixed                        |
| --------- | ----------------- | ----------------- | ----------------------------- | -------------------------- | ---------------------------- |
| 2020 2022 | nicht ausgetragen | nicht ausgetragen | nicht ausgetragen             | nicht ausgetragen          | nicht ausgetragen            |
| 2023      | Michael Pang      | Jackie Dent       | Jeffrey Chang Kai Chong       | Jackie Dent Ella Lin       | Garret Tan Ella Lin          |
| 2024      | Tiago Berenguer   | Mysha Omer Khan   | Arden Quan Lee Stanley Xing   | Sofie Chong Lucy Dodd      | Bharath Latheesh Taabia Khan |
| 2025      | Huang Jyun-kai    | Ranithma Liyanage | Huang Jyun-kai Huang Tzu-yuan | Cheng Fang-yi Kung Chia-yi | Huang Tzu-yuan Kung Chia-yi  |